# Levier
Levier es una comuna nueva francesa situada en el departamento de Doubs, de la región de Borgoña-Franco Condado.

## Historia
Fue creada el 1 de enero de 2017, en aplicación de una resolución del prefecto de Doubs de 16 de noviembre de 2016 con la unión de las comunas de Labergement-du-Navois y Levier, pasando a estar el ayuntamiento en la antigua comuna de Levier.

## Demografía
| Gráfica de evolución demográfica de Levier entre 1800 y 2013 |
|                                                              |

Los datos entre 1800 y 2013 son el resultado de sumar los parciales de las dos comunas que forman la nueva comuna de Levier, cuyos datos se han cogido de 1800 a 1999, para las comunas de Labergement-du-Navois y Levier de la página francesa EHESS/Cassini. Los demás datos se han cogido de la página del INSEE.

## Composición
| Comuna                | Código INSEE | Población (2013) | Superficie (km²) | Densidad (hab./km²) |
| --------------------- | ------------ | ---------------- | ---------------- | ------------------- |
| Labergement-du-Navois | 25319        | 101              | 6.74             | 15                  |
| Levier                | 25334        | 2020             | 37.6             | 54                  |